# الجيل الخامس من أنظمة ألعاب الفيديو
الجيل الخامس من أنظمة ألعاب الفيديو (المعروف أيضًا باسم جيل 32 بت، أو جيل 64 بت، أو جيل ثلاثي الأبعاد) يشير إلى ألعاب الكمبيوتر والفيديو، ووحدات التحكم في ألعاب الفيديو، ووحدات التحكم في الألعاب المحمولة التي يرجع تاريخها من 4 أكتوبر 1993 تقريبًا إلى 23 مارس 2006. بالنسبة للأنظمة المنزلية، كانت وحدة التحكم الأكثر مبيعًا هي بلاي ستيشن من سوني، تليها نينتندو 64، ثم سيغا ساترن. كان لدى بلاي ستيشن أيضًا نسخة معاد تصميمها، بي إس ون، والتي تم إطلاقها في 7 يوليو 2000.
تتضمن بعض الميزات التي ميزت أنظمة الجيل الخامس عن أنظمة الجيل الرابع السابقة ما يلي:
- رسومات حاسوبية ثلاثية الأبعاد مع إكساء.
- قدرات الرسومات ثلاثية الأبعاد - الإضاءة، تظليل غورو، تنعيم وترشيح.
- تخزين ألعاب الأقراص البصرية (CD-ROM)، مما يتيح مساحة تخزين أكبر بكثير (تصل إلى 650 ميجابايت) من خراطيش روم.
- التسجيلات الصوتية بجودة القرص المضغوط (الموسيقى والكلام) - صوت PCM بعمق 16 بت ومعدل أخذ العينات 44.1 كيلو هرتز.
- اعتماد واسع للفيديو بالحركة الكاملة، أو عرض رسوم متحركة للكمبيوتر معروضة مسبقًا أو لقطات حية.
- عصي التحكم.
- دقة العرض من 480p / 480i إلى 576i.
- عمق ألوان يصل إلى 16777216 لونًا (24 بت لون حقيقي)

تشتهر هذه الحقبة بدورها المحوري في قفزة صناعة ألعاب الفيديو من رسومات الكمبيوتر ثنائية الأبعاد إلى ثلاثية الأبعاد، فضلاً عن التحول من ألعاب الأنظمة المنزلية التي يتم تخزينها على خراطيش روم فقط إلى الأقراص الضوئية. كان هذا أيضًا الجيل الأول الذي يتميز بالاتصال بالإنترنت، حيث كانت بعض الأنظمة مثل سيجا نيت لينك لنظام سيغا ساترن تحتوي على إضافات لإضافة الاتصال بالأجهزة الحالية، وكان آبل بيب إن، وهو فشل تجاري، هو أول نظام يتم عرضه على متن الطائرة قدرات الإنترنت.
بالنسبة للأجهزة المحمولة، تميز هذا العصر بتجزئة كبيرة، لأن أول جيل محمول باليد، سيجا نوماد، كان عمره عامين فقط، وكان عمر فيرتشوال بوي أقل من عمر واحد. تم إيقاف كلاهما قبل ظهور الأجهزة المحمولة الأخرى لأول مرة. تم إصدار نيو جيو بوكيت في 28 أكتوبر 1998، ولكن تم إيقافه بواسطة إس إن كي لصالح نيو جيو بوكيت كولر المتوافق تمامًا مع الإصدارات السابقة بعد عام واحد فقط. نينتندو غيم بوي كولر (1998) كان الفائز في الأجهزة المحمولة بهامش كبير. كان هناك أيضًا نسختان تم تحديثهما ببساطة من غيم بوي الأصلي: غيم بوي لايت (في اليابان فقط) وغيم بوي بوكيت. كان هناك تداخل زمني كبير بين هذا الجيل والجيل التالي، الجيل السادس، والذي بدأ مع إطلاق دريم كاست في اليابان في 27 نوفمبر 1998. وانتهى الجيل الخامس رسميًا بإيقاف بلاي ستيشن (أي إعادة تشغيله). - شكل هندسي «بي إس ون») في 23 مارس 2006، بعد عام من إطلاق الجيل السابع.

## التاريخ

### الانتقال إلى رسومات ثلاثية الأبعاد
يُشار إلى عصر 32 بت / 64 بت بظهور ألعاب المضلع ثلاثية الأبعاد بالكامل. بينما كانت هناك ألعاب سابقة استخدمت بيئات مضلعة ثلاثية الأبعاد، مثل فيرتشوا رايسنغ وفيرتشوا فايتر في الأروقة وستار فوكس على سوبر نينتندو إنترتينمنت سيستم، إلا أنه في هذا العصر بدأ العديد من مصممي الألعاب في التحرك بشكل تقليدي ثنائي الأبعاد وثلاثي الأبعاد زائف الأنواع إلى ثلاثية الأبعاد على أنظمة ألعاب الفيديو. شهدت الجهود المبكرة من قادة الصناعة آنذاك سيجا ونينتندو تقديم سيجا 32إكس وسوبر إف إكس، والتي وفرت إمكانات ثلاثية الأبعاد أولية لـ سيجا جينيسيس وسوبر نينتندو إنترتينمنت سيستم ذات 16 بت. بدءًا من عام 1996، بدأت ألعاب الفيديو ثلاثية الأبعاد في الظهور بإصدارات مثل فيرتشوا فايتر 2 على ساترن وتومب ريدر على بلاي ستيشن وساترن وتيكن 2 وكراش بانديكوت على بلاي ستيشن وسوبر ماريو 64 على نينتندو 64. تم تسويق بيئاتهم ثلاثية الأبعاد على نطاق واسع وقاموا بتوجيه تركيز الصناعة بعيدًا عن عناوين التمرير الجانبي والسكك الحديدية، فضلاً عن فتح الأبواب أمام الألعاب والأنواع الأكثر تعقيدًا. أصبحت رسومات ثلاثية الأبعاد هي محور التركيز الرئيسي في هذا العصر بالإضافة إلى التراجع البطيء للخراطيش لصالح الأقراص المضغوطة، نظرًا لقدرتها على إنتاج الألعاب بتكلفة أقل وقدرات التخزين العالية للوسائط.

### الأقراص ضد الخراطيش
بعد السماح لشركة سوني بتطوير نموذج أولي لوحدة تحكم قائمة على القرص المضغوط لها وشراكة فاشلة مماثلة مع فيليبس، قررت نينتندو جعل نينتندو 64 نظامًا قائمًا على خرطوشة مثل سابقاتها. علنًا، دافعت نينتندو عن هذا القرار على أساس أنه سيعطي الألعاب أوقات تحميل أقصر من القرص المضغوط (وسيقلل من القرصنة بسبب شريحة معينة في خرطوشة روم). ومع ذلك، فقد كان لها أيضًا فائدة مشكوك فيها تتمثل في السماح لـ نينتندو بفرض رسوم ترخيص أعلى، حيث كان إنتاج الخرطوشة أكثر تكلفة بكثير من إنتاج الأقراص المضغوطة. اعتبر العديد من مطوري الطرف الثالث مثل إي أيه سبورتس هذا محاولة خادعة لجمع المزيد من الأموال لشركة نينتندو وأصبح العديد منهم أكثر ترددًا في إصدار ألعاب على نينتندو 64.[بحاجة لمصدر]
أثار قرار نينتندو باستخدام نظام قائم على الخرطوشة حربًا صغيرة بين اللاعبين حول أيهما أفضل. كانت المزايا الرئيسية لتنسيق القرص المضغوط هي (1) سعة تخزين أكبر، مما يسمح بكمية أكبر بكثير من محتوى اللعبة، (2) انخفاض تكاليف التصنيع بشكل كبير، مما يجعلها أقل خطورة على ناشري الألعاب، (3) انخفاض أسعار التجزئة بسبب انخفاض الحاجة للتعويض عن تكاليف التصنيع، و (4) أوقات إنتاج أقصر، مما قلل بشكل كبير من حاجة الناشرين إلى توقع طلب لعبة. كانت عيوبها مقارنةً بالخرطوشة (1) أوقات تحميل كبيرة، (2) عدم قدرتها على تحميل البيانات «أثناء التنقل»، مما يجعلها تعتمد على ذاكرة الوصول العشوائي الخاصة بالجهاز، و (3) ارتفاع تكاليف تصنيع محركات الأقراص المضغوطة مقارنة بفتحات الخراطيش، مما يؤدي إلى ارتفاع أسعار التجزئة بشكل عام لوحدات التحكم القائمة على الأقراص المضغوطة. وضع إعلان لمجلة نينتندو مكوكًا فضائيًا (خرطوشة) بجوار حلزون (قرص مضغوط) وتجرأ المستهلكين على تحديد «أيهما أفضل».[بحاجة لمصدر]
استخدم كل نظام معاصر تقريبًا تقنية الأقراص المضغوطة الجديدة (كان نينتندو 64 آخر وحدة تحكم رئيسية في ألعاب الفيديو المنزلية تستخدم الخراطيش، حتى نينتندو سويتش في عام 2017). نتيجة لمزايا التخزين والتكلفة لتنسيق القرص المضغوط، قام العديد من مطوري الألعاب بتحويل دعمهم بعيدًا عن نينتندو 64 إلى بلاي ستيشن. واحدة من أكثر سلاسل الألعاب تأثيرًا لتغيير وحدات التحكم خلال هذه الحقبة كانت سلسلة فاينل فانتسي، بدءًا من فاينل فانتسي 7، والتي تم تطويرها في الأصل لـ نينتندو 64 ولكن بسبب مشكلات سعة التخزين تم تحويلها إلى بلاي ستيشن وإصدارها؛ تم نشر جميع ألعاب فاينل فانتسي السابقة على وحدات تحكم نينتندو - إما نينتندو إنترتينمنت سيستم أو سوبر نينتندو، مع وجود الإدخالات الأخرى الوحيدة على واندرسوان، أو أجهزة كمبيوتر مثل إم إس إكس.

### نظرة عامة على أنظمة الجيل الخامس
لم يكن هناك إجماع سائد على نظام من الجيل الخامس كانت متفوقة. تضمنت الأنظمة المتنافسة هذا الجيل أكثر من أي جيل آخر منذ تحطم ألعاب الفيديو عام 1983، وكانت مجلات ألعاب الفيديو الرائدة في ذلك الوقت تتنبأ بشكل متكرر بحدوث انهيار ثانٍ. كما أن التعقيد المتزايد للأنظمة جعل من الغموض كيفية تحسين قدراتها التقنية للألعاب.[بحاجة لمصدر]
تعتبر إف إم تاونز أول نظام 32 بت في العالم (تسبق أميغا سي دي32 و3 دي أو)، تم إصدارها في 20 فبراير 1993 من قبل شركة الإلكترونيات اليابانية فوجيتسو. لم يتم إطلاقه خارج اليابان، فقد تم تسويقه إلى حد كبير كإصدار وحدة تحكم للكمبيوتر المنزلي إف إم تاونز، كونه متوافقًا مع الألعاب المطورة لمدن إف إم. فشلت في إحداث تأثير في السوق بسبب تكلفتها النسبية وعدم قدرتها على التنافس مع أجهزة الكمبيوتر المنزلية.
دخلت شركة إن إي سي، التي ابتكرت توربو غرافيكس-16 وتوربو دو وسوري غرافيكس وسوبر غرافيكس، السوق مع بي سي-إف إكس في عام 1994. كان النظام يحتوي على معالج 32 بت وصوت ستريو 16 بت ولوحة ألوان 16777000 وتميزت بأعلى فيديو كامل الحركة عالي الجودة لأي وحدة تحكم في السوق في ذلك الوقت.[بحاجة لمصدر] كان بي سي-إف إكس عبارة عن نظام برج يسمح بالعديد من نقاط التوسع بما في ذلك اتصال لسلسلة أجهزة الكمبيوتر بي سي-9800 من إن إي سي. على الرغم من مواصفاتها المثيرة للإعجاب، فقد تم تسويقها على أنها نظام ألعاب ثنائية الأبعاد تتميز بالتمرير الجانبي ولم تستطع مطابقة مبيعات الأنظمة ثلاثية الأبعاد التي تم إصدارها بعد وقت قصير.
على الرغم من الدعم الهائل من طرف ثالث وكمية غير مسبوقة من الضجيج للوافدين لأول مرة في هذه الصناع، فإن سعرها البالغ 700 دولار لـ 3 دي أو أعاقت نجاحها.
تم بيع أميغا سي دي32 في أوروبا وأستراليا وكندا والبرازيل، ولكن لم يتم بيعه أبدًا في الولايات المتحدة بسبب إفلاس كومودور.
تم إطلاق سيجا 32إكس، وهي وحدة تحكم إضافية لـ ميجا درايف، قبل وقت قصير منسيجا ساترن. تم الإعلان عن سيجا نيبتون، وهي نسخة مستقلة من سيجا 32إكس، ولكن تم إلغاؤها في النهاية. فشلت سيجا في تقديم تدفق ثابت للألعاب لمنصة 32إكس، ومع وجود ساترن وبلاي ستيشن في الأفق بالفعل، كانت المبيعات ضعيفة.
تم إصدار سيغا ساترن مع دخول سيجا إلى سوق أنظمة ألعاب الفيديو 32 بت. أصبحت أكثر نظام سيجا نجاحًا في اليابان. ومع ذلك، في أمريكا وأوروبا، أدى إطلاق كارثي و MSRP بقيمة 399 دولارًا مقارنة بـ 299 دولارًا لبلاي ستيشن إلى فشل تجاري، بيع وحدات أقل بكثير من سيجا ماستر سيستم وميجا درايف قبله.
تم إصدار أتاري جاغوار في عام 1993 وتم تسويقه كأول نظام 64 بت في العالم. ومع ذلك، كانت المبيعات عند الإطلاق أقل بكثير من أنظمة الجيل الرابع الحالية، ومكتبة ألعاب صغيرة متأصلة في نقص دعم الطرف الثالث جعلت من المستحيل على جاغوار اللحاق بالركب، وبيع أقل من 250000 وحدة. كما شكك الكثيرون في طبيعة نظام 64 بت. تم إصداره الإضافي الوحيد، قرص جاغوار سي دي، في عام 1995 وتم إنتاجه بكميات محدودة بسبب قاعدة التثبيت المنخفضة للنظام.[بحاجة لمصدر] تم إلغاء أتاري بانثر 32 بت، المقرر إصداره في عام 1991، بسبب التقدم السريع غير المتوقع في تطوير جاغوار.
كان بلاي ستيشن أنجح وحدة تحكم في هذا الجيل. مع الاهتمام الذي أولاه مطورو الطرف الثالث وحملة تسويقية أكثر نضجًا تستهدف الفئة العمرية 20-30 عامًا لتمكينها من تحقيق هيمنة السوق، أصبحت أول وحدة تحكم منزلية تشحن 100 مليون وحدة في جميع أنحاء العالم.[بحاجة لمصدر]
نظرًا للعديد من التأخيرات في إصدار نينتندو 64، أصدرت نينتندو في عام 1995 فيرتشوال بوي، وهو نظام يُفترض أنه محمول قادر على عرض رسومات ثلاثية الأبعاد حقيقية، وإن كان ذلك باللونين الأحمر والأسود. على الرغم من تسويقه كنظام محمول، إلا أنه في الواقع ليس محمولًا في الواقع بسبب عدم وجود حزام للرأس. أيضًا، نظرًا لطبيعة عرضه، يُقال إن النظام تسبب في حدوث صداع وإجهاد في العين. تم إيقافه في غضون عام، مع إصدار أقل من 25 لعبة له. على الرغم من بيعها لأكثر من 750.000 وحدة، شعرت نينتندو أنها كانت فاشلة مقارنة بوحدات التحكم مثل سوبر نينتندو إنترتينمنت سيستم، التي بيعت أكثر من 20 مليون وحدة.
تم إصدار نينتندو 64، الذي تم الإعلان عنه في الأصل باسم «ألترا 64»، في عام 1996. أدى تأخيرات النظام واستخدام تنسيق خرطوشة باهظ الثمن إلى جعله نظامًا أساسيًا لا يحظى بشعبية بين مطوري الطرف الثالث، للحفاظ على مبيعات قوية في الولايات المتحدة، لكنها ظلت في المرتبة الثانية بعد بلاي ستيشن.[بحاجة لمصدر]

### ما بعد الجيل الخامس
بحلول نهاية موسم التسوق في عيد الميلاد عام 1995، كان الجيل الخامس قد دخل في صراع بين بلاي ستيشن وساترن و 3دي أو ونينتندو 64 القادم. تم إيقاف إف إم تاونز وأميغا سي دي32 بالفعل؛ كان جاغوار و32إكس لا يزالان في السوق ولكن محللي الصناعة اعتبروا قضية خاسرة؛ أثبت نيو جيو سي دي أنه يجذب السوق المتخصصة فقط؛ وكان محللو الصناعة قد قرروا بالفعل أن آبل بانداي بيب إن الذي لم يتم إطلاقه بعد كان مكلفًا للغاية لإحداث أي تأثير في السوق. علاوة على ذلك، حتى أجهزة الجيل الخامس الرائدة لا تزال تواجه تباطؤًا في المبيعات. بالكاد تصدرت مبيعات بلاي ستيشن وساترن و3دي أو المجمعة مليون وحدة لموسم التسوق في الكريسماس، مقارنة بالمبيعات المجمعة البالغة 4 ملايين لجهاز ميجا درايف وسوبر نينتندو. أظهرت مجموعات التركيز أن معظم الأطفال دون سن 12 عامًا يسعدون بنفس القدر باللعب على أنظمة الجيل الرابع لأنهم يلعبون على أنظمة الجيل الخامس، مما يجعل أنظمة الجيل الرابع أكثر جاذبية للبالغين الذين يشترون هدايا للأطفال، لأنها أرخص. بدأ محللو الصناعة في طرح احتمالية أن الجيل الخامس من الأنظمة لن يتفوق أبدًا على الجيل الرابع في المبيعات، وأن يحل محله جيل جديد من مشغلات أقراص دي في دي قبل أن يتمكنوا من تحقيق القبول الجماعي.
شهد عام 1996 تحول ثروات الجيل الخامس أخيرًا. مع إظهار كل من ساترن وبلاي ستيشن ونينتندو 64 زيادات كبيرة في المبيعات مقارنة بالعام السابق، فقد ادعى وا وجود 40٪ من سوق التجزئة للأجهزة والبرامج، مما جعلهم في وضع يمكنهم من تجاوز الجيل الرابع من الأنظمة في عام 1997.
بعد أن هدأ الغبار في حروب أجهزة التحكم من الجيل الخامس، رأت العديد من الشركات أن آفاقها تتغير بشكل كبير. شركة أتاري، التي لم تكن قادرة على استرداد خسائرها، انتهى بها الأمر بالاندماج في شركة JTS في عام 1996، مما تسبب في اختفاء اسم أتاري فعليًا من سوق الألعاب حتى عام 1998، عندما اشترت هاسبرو إنتراكتيف أصول أتاري من JTS مقابل 5 ملايين دولار. أدى فقدان سيجا لثقة المستهلك (إلى جانب إخفاقاتها السابقة في اللنظام) إلى جانب الصعوبات المالية التي واجهتها، إلى وضع الشركة لمصير مماثل في الجولة التالية من حروب أجهزة التحكم.
عانى سيجا ساترن من ضعف التسويق ودعم طرف ثالث محدود نسبيًا خارج اليابان. تم انتقاد قرار سيجا باستخدام المعالجات المزدوجة بشدة، حيث جعل ذلك من الصعب تطوير وحدة التحكم بكفاءة. تضررت شركة سيجا أيضًا من إطلاق ساترن المفاجئ للولايات المتحدة قبل أربعة أشهر من إطلاق وحدة التحكم الخاصة بهم؛ لم يتمكن مطورو الطرف الثالث، الذين كانوا يخططون للإطلاق المقرر أصلاً، من تقديم العديد من عناوين الإطلاق وكانوا غاضبين من هذه الخطوة. تم ضبط تجار التجزئة غير مستعدين، مما أدى إلى مشاكل في التوزيع؛ كان بعض تجار التجزئة، مثل KB Toys البائدة، غاضبين للغاية لدرجة أنهم رفضوا تخزين ساترن بعد ذلك.
نظرًا للعديد من التأخيرات، تم إصدار نينتندو 64 بعد عام واحد من منافسيها. بحلول الوقت الذي تم إطلاقه فيه أخيرًا في عام 1996، كانت شركة سوني قد أثبتت هيمنتها بالفعل، وكان ساترن قد بدأ في النضال، وتأخر 3دي أو كثيرًا، وتوقف إنتاج جاغوار.[بحاجة لمصدر] تنفّر الأقراص من بعض المطورين والناشرين بسبب حدود المساحة والتكلفة العالية نسبيًا ووقت الإنتاج الأطول بكثير.[بحاجة لمصدر] بالإضافة إلى ذلك، قد يكون سعر التجزئة المرتفع المقترح للأنظمة في البداية قد دفع العملاء المحتملين بعيدًا، وبعض من المحتمل أن الأشخاص الأوائل الذين تبنوا النظام والذين دفعوا السعر الأولي قد غضبوا من قرار نينتندو بخفض سعر النظام بمقدار 50 دولارًا بعد ستة أشهر من صدوره. ومع ذلك، تحولت نينتندو 64 إلى نجاح تجاري، لا سيما في الولايات المتحدة، حيث باعت 20.63 مليون وحدة، أي ما يقرب من ثلثي مبيعاتها العالمية البالغة 32.93 مليون وحدة. كانت أيضًا موطنًا لألعاب ناجحة للغاية مثل ستار فوكس 64 وماريو كارت 64 وذا ليجند أوف زيلدا: أوكرينا أوف تايم وذا ليجند أوف زيلدا: ماجوراز ماسك وسوبر ماريو 64 وغولدن آي 007 وبانجو-كازووي وسوبر سماش برذر بينما باعت نينتندو 64 عددًا أكبر بكثير من أنظمة ساترن وجاغوار و3دي أو مجتمعة، إلا أنها لم تشكل أي تحدٍ لرائد بلاي ستيشن في السوق.
بحلول عام 1997، لعبت 40٪ إلى 60٪ من المنازل الأمريكية على أجهزة ألعاب الفيديو. 30٪ إلى 40٪ من هذه المنازل تمتلك نظام، في حين أن 10٪ إلى 20٪ إضافية استأجرت أو شاركت نظام.
في 14 مايو 1999، أعلنت هاسبرو إنتراكتيف أنه تم إطلاق جميع حقوق أتاري جاغوار في المجال العام، وبذلك أعلنت أن المنصة مفتوحة؛ سمح هذا لأي شخص بإنشاء ونشر ألعاب لـ جاغوار بحرية دون موافقة أو ترخيص من هاسبرو. منذ ذلك الحين، بدأ مطورو البيرة المحلية في إطلاق ألعاب جاغوار غير المكتملة بالإضافة إلى العديد من الألعاب الجديدة تمامًا.

## الأنظمة المنزلية

### المقارنة
| الإسم                           | 3 دي أو                           | أتاري جاغوار                                  | سيغا ساترن                                           | بلاي ستيشن                       | نينتندو 64                                        |
| ------------------------------- | --------------------------------- | --------------------------------------------- | ---------------------------------------------------- | -------------------------------- | ------------------------------------------------- |
| المطور                          | ذا ثري دي أو كومباني              | آتاري                                         | سيجا                                                 | سوني (سوني إنتراكتيف إنترتينمنت) | نينتندو                                           |
| النظام                          |                                   |                                               |                                                      |                                  |                                                   |
| سعر الإصدار (بالدولار الأمريكي) | 699.99$ (ما يعادل $1٬254 في 2020) | $249.99 (ما يعادل $448 في 2020)               | $399.99 (ما يعادل $679 في 2020)                      | $299.99 (ما يعادل $510 في 2020)  | $199.99 (ما يعادل $330 في 2020)                   |
| تاريخ الإصدار                   | أ.ش. 4 أكتوبر 1993                | أوروبا 23 نوفمبر 1993                         | أ.ش. 22 نوفمبر 1994                                  | اليابان 3 ديسمبر 1994            | أ.ش. 23 يونيو 1996                                |
| الوسائط                         | قرص مضغوط                         | - خرطوشة روم - قرص مضغوط (أتاري جاغوار سي دي) | - قرص مضغوط - خرطوشة روم (محدود، في اليابان وأوروبا) | قرص مضغوط                        | - خرطوشة روم - قرص مغناطيسي خاص (فقط لـ 64 دي دي) |
| أكثر لعبة مبيعا                 | جكس، أكثر من مليون                | ألين فس بريداتور ‏، أكثر من 50 ألف             | فيرتشوا فايتر 2، 2.7 مليون في اليابان                | غران تورزمو، أكثر من 10.75 مليون | سوبر ماريو 64، أكثر من 11 مليون                   |

### أنظمة أخرى

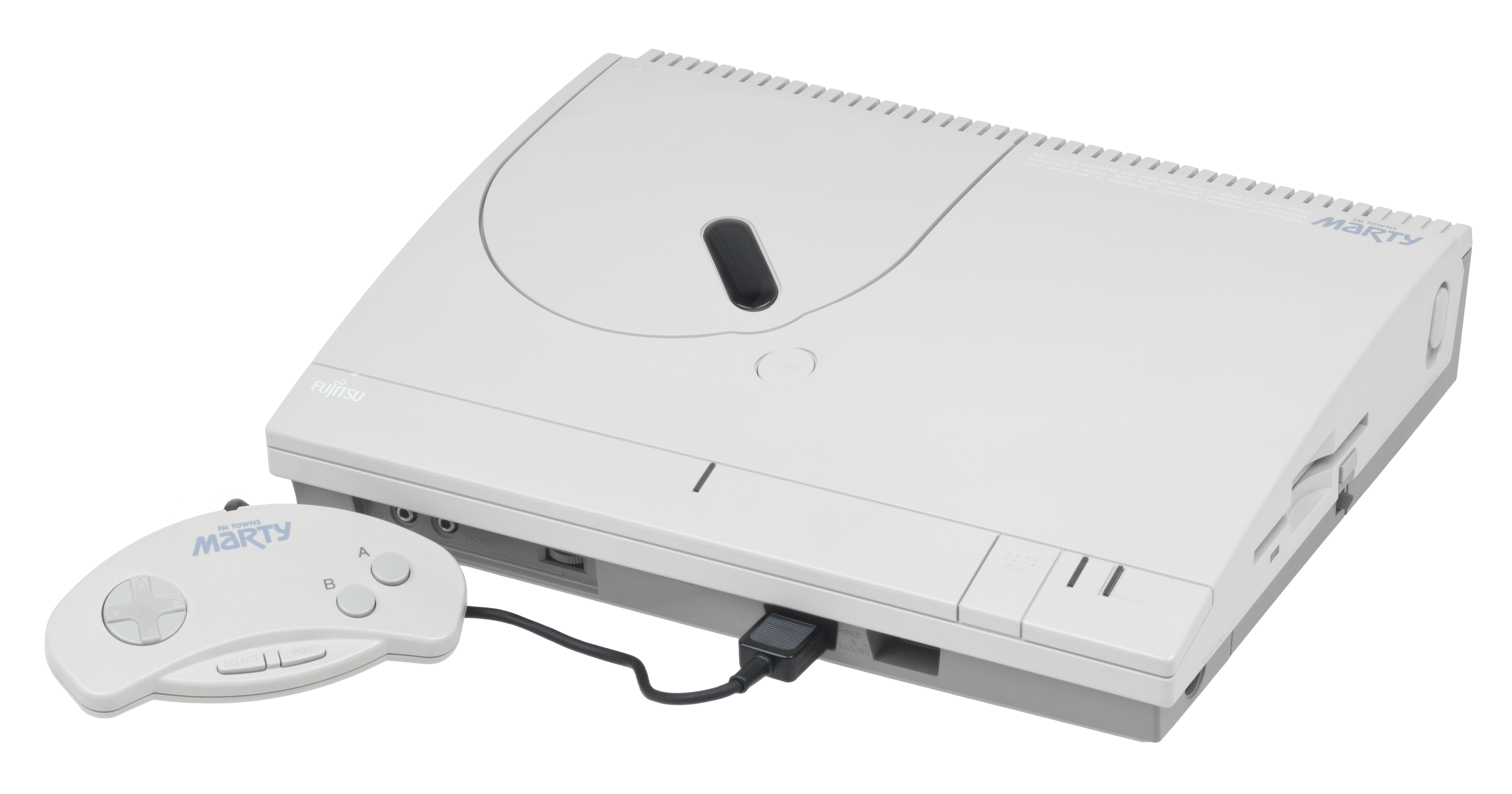
إف إم تاونز مارتي، صنعته فوجيتسو. صدر في 20 فبراير 1993.
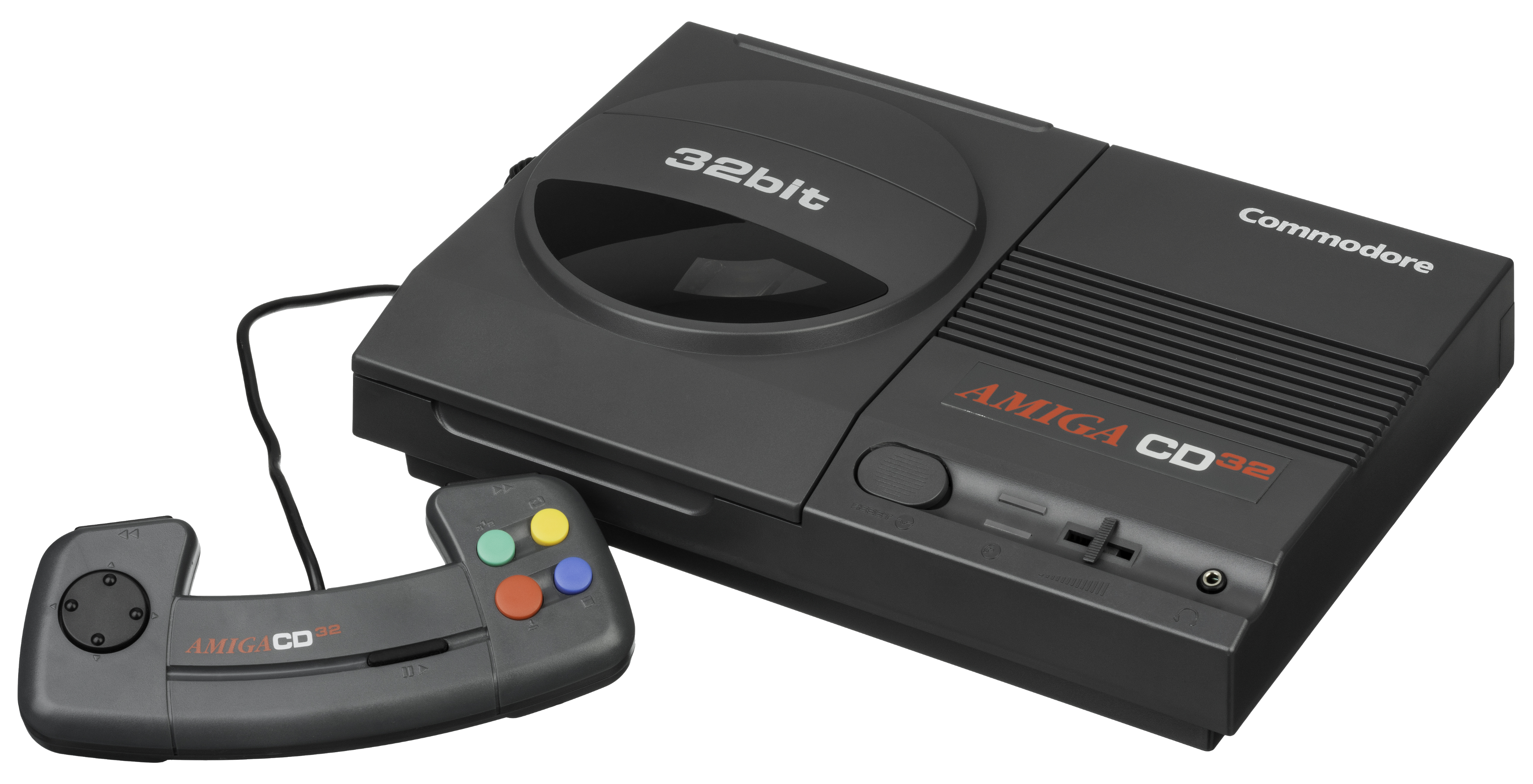
أميغا سي دي32، صنعته كومودور. صدر في 17 سبمتبر 1993.
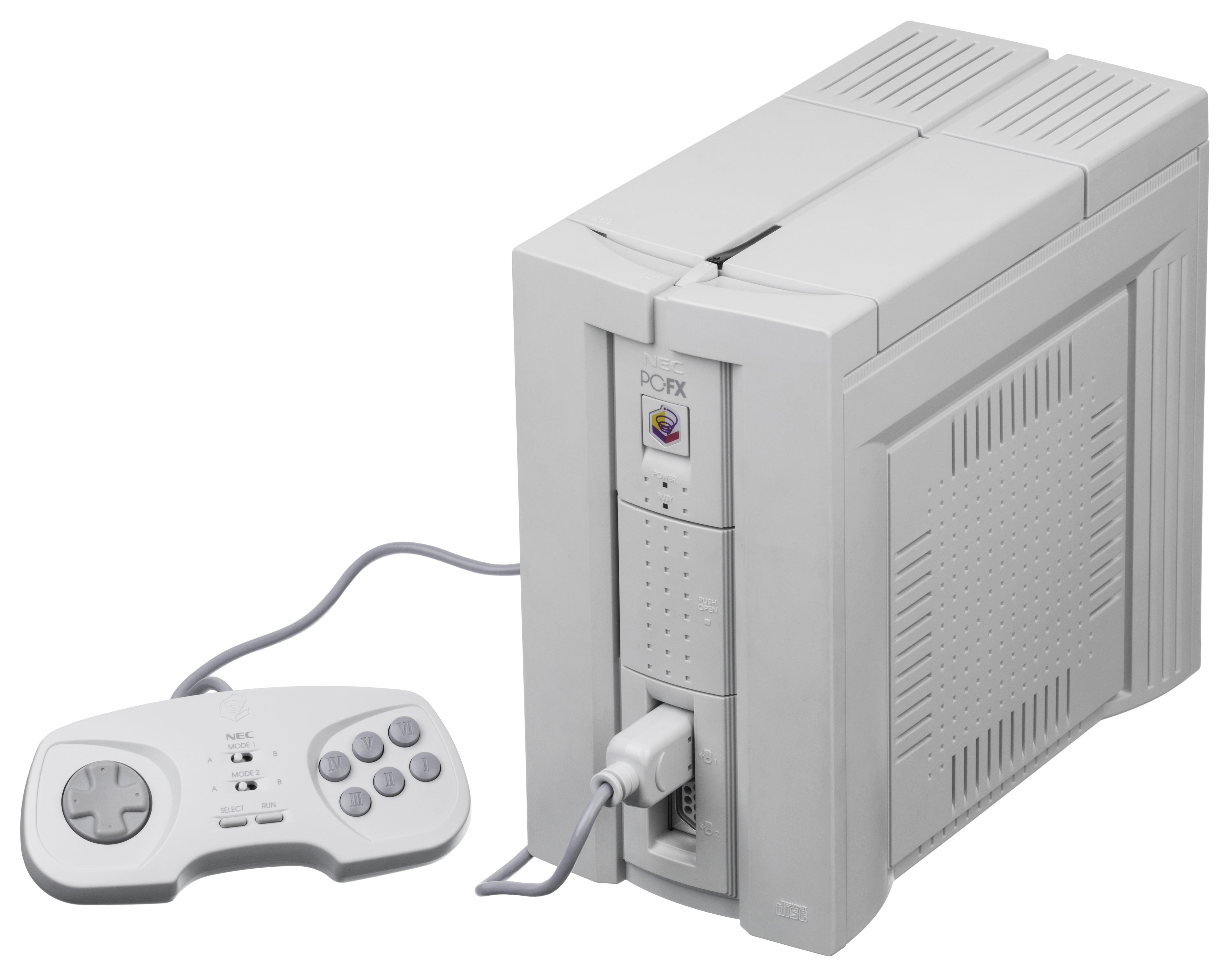
بي سي-إف إكس، صنعته إن إي سي. صدر في 23 ديسمبر 1994.
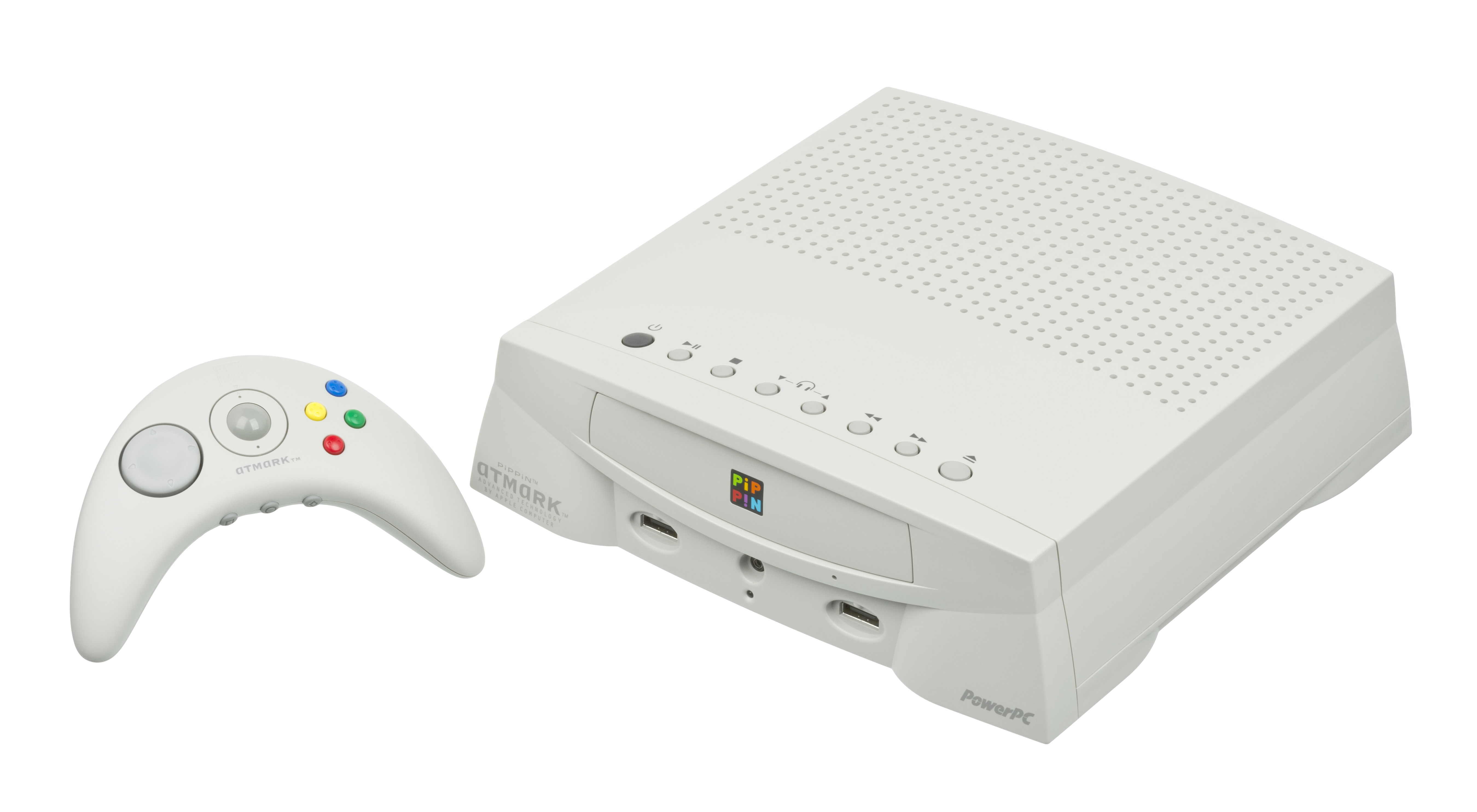
آبل بانداي بيب إن، صنعته آبل وبانداي. صدر في 28 مارس 1995.
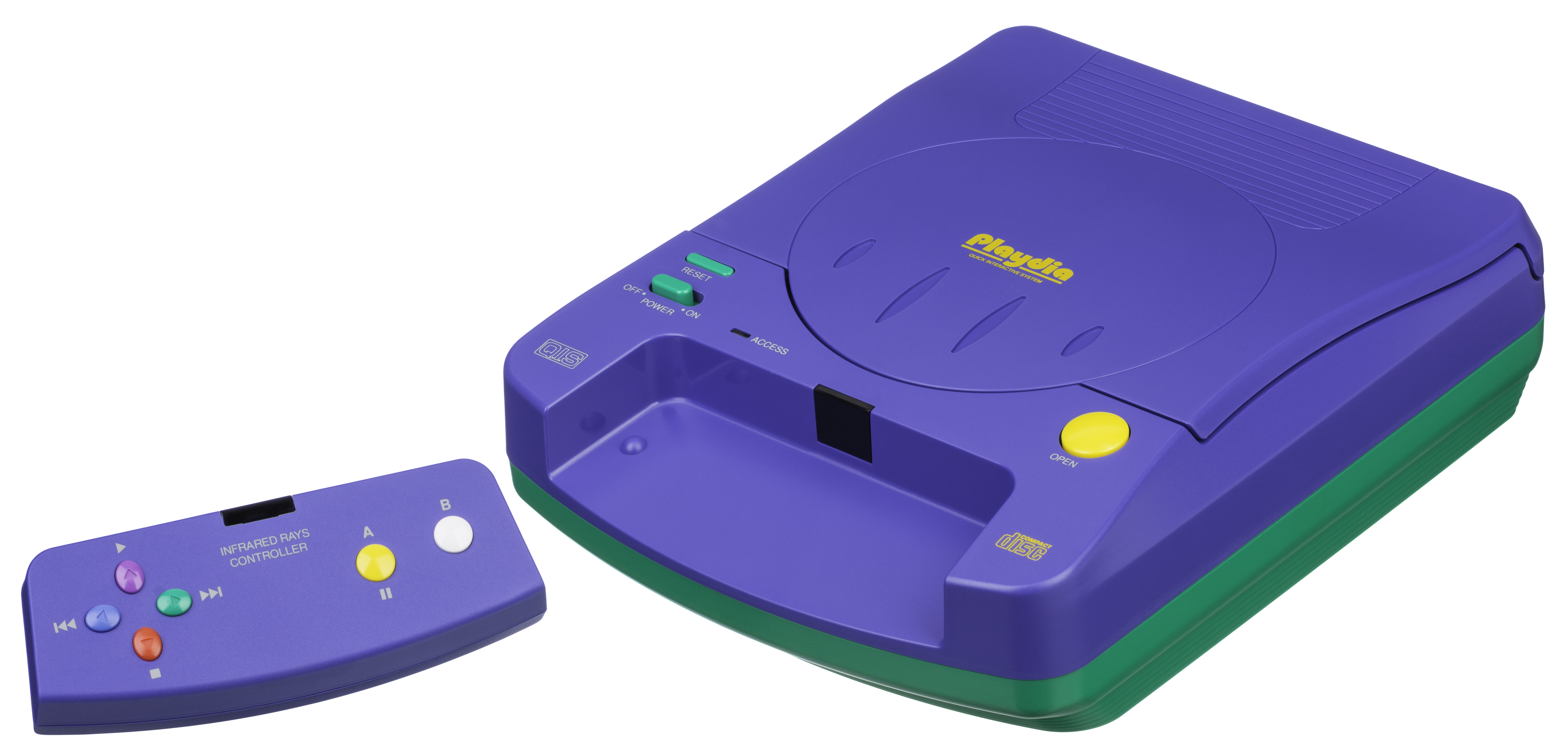
بلايديا، صنعته بانداي. صدر في 23 سبمتبر 1994.
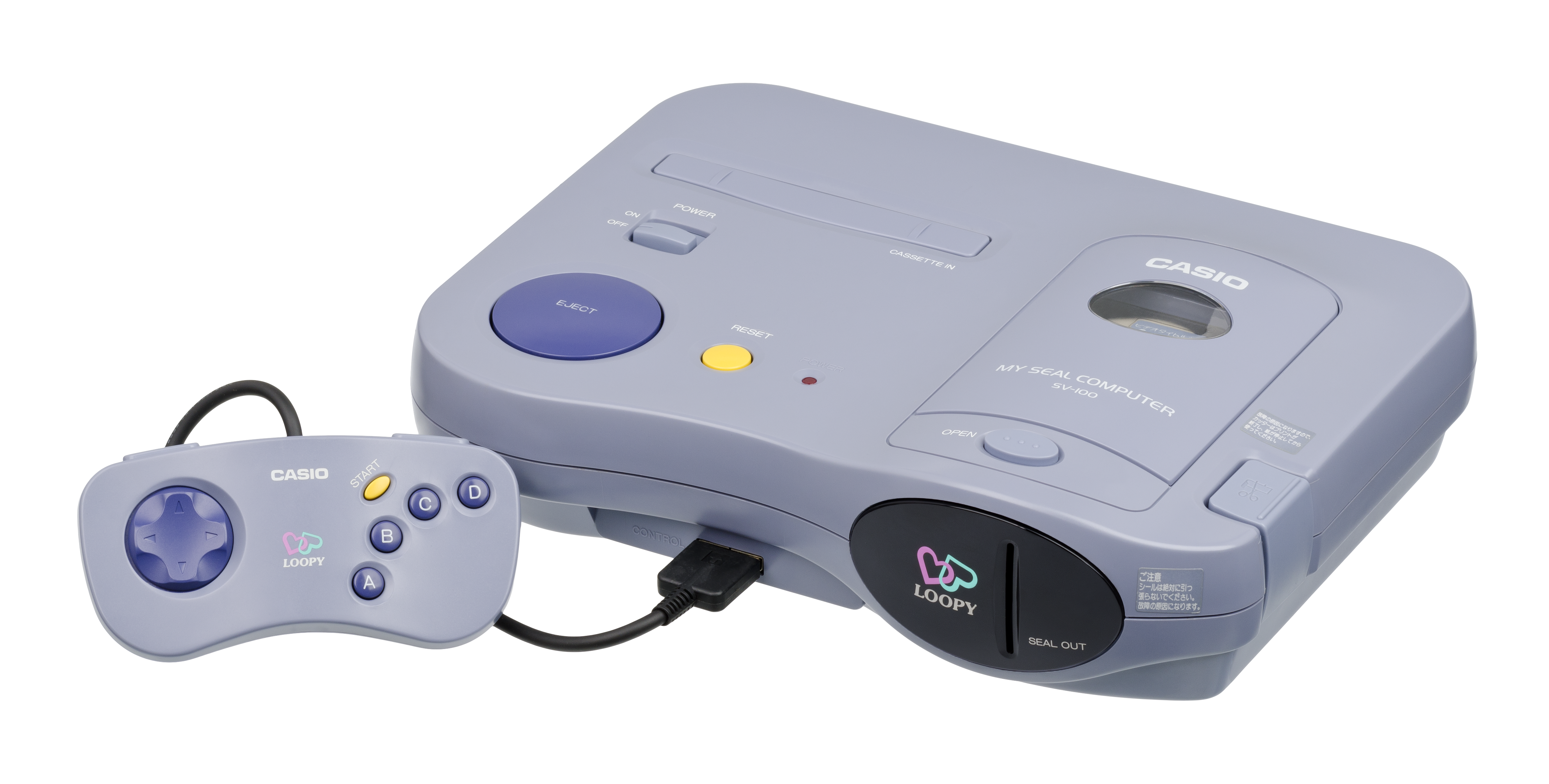
كاسيو لوبي، صنعته كاسيو. صدر في أكتوبر 1995

### الإضافات

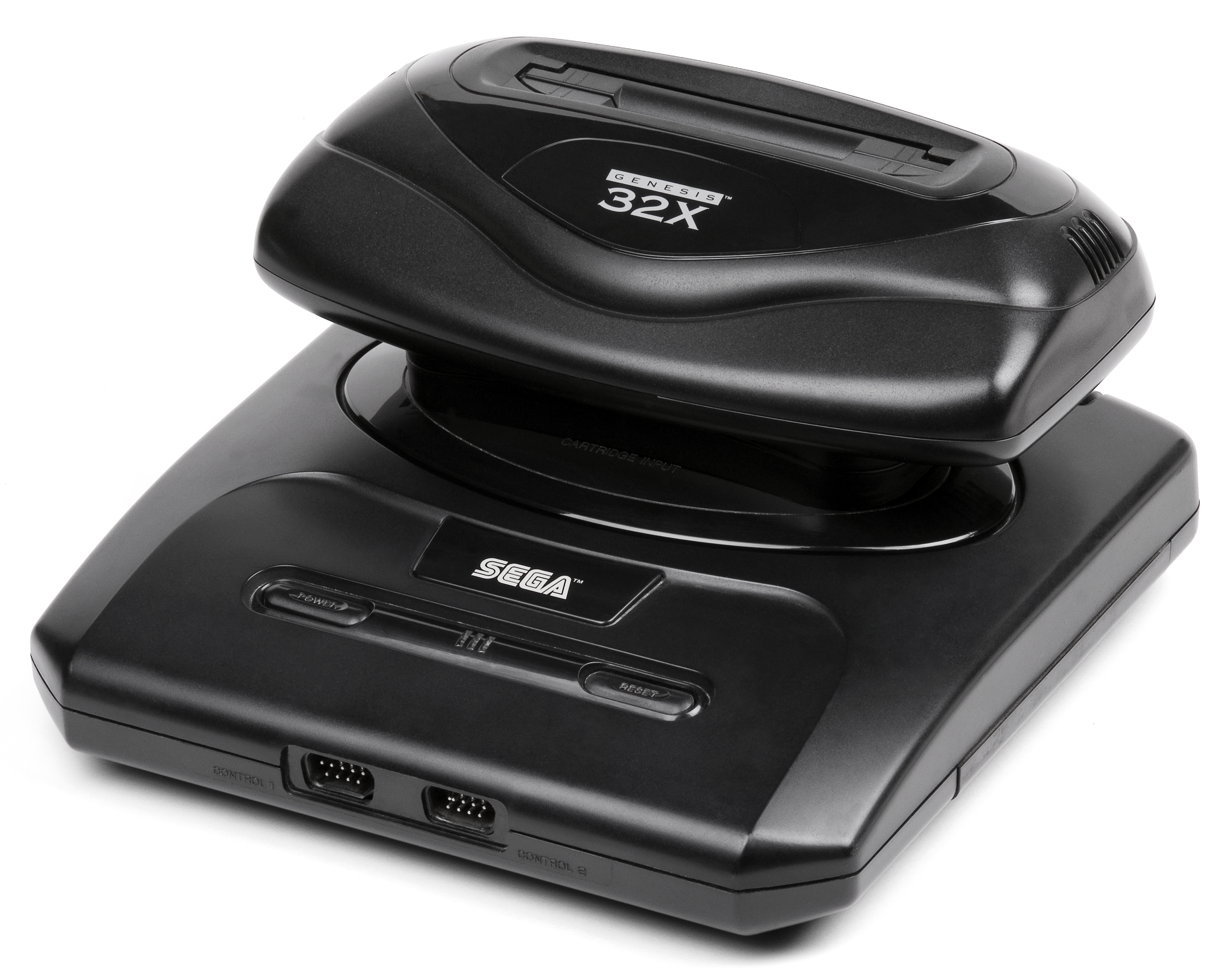
سيجا 32إكس، هي قطعة إضافية لنظام ميجا درايف (نظام من الجيل الرابع)، صدر في 19 نوفمبر 1994.
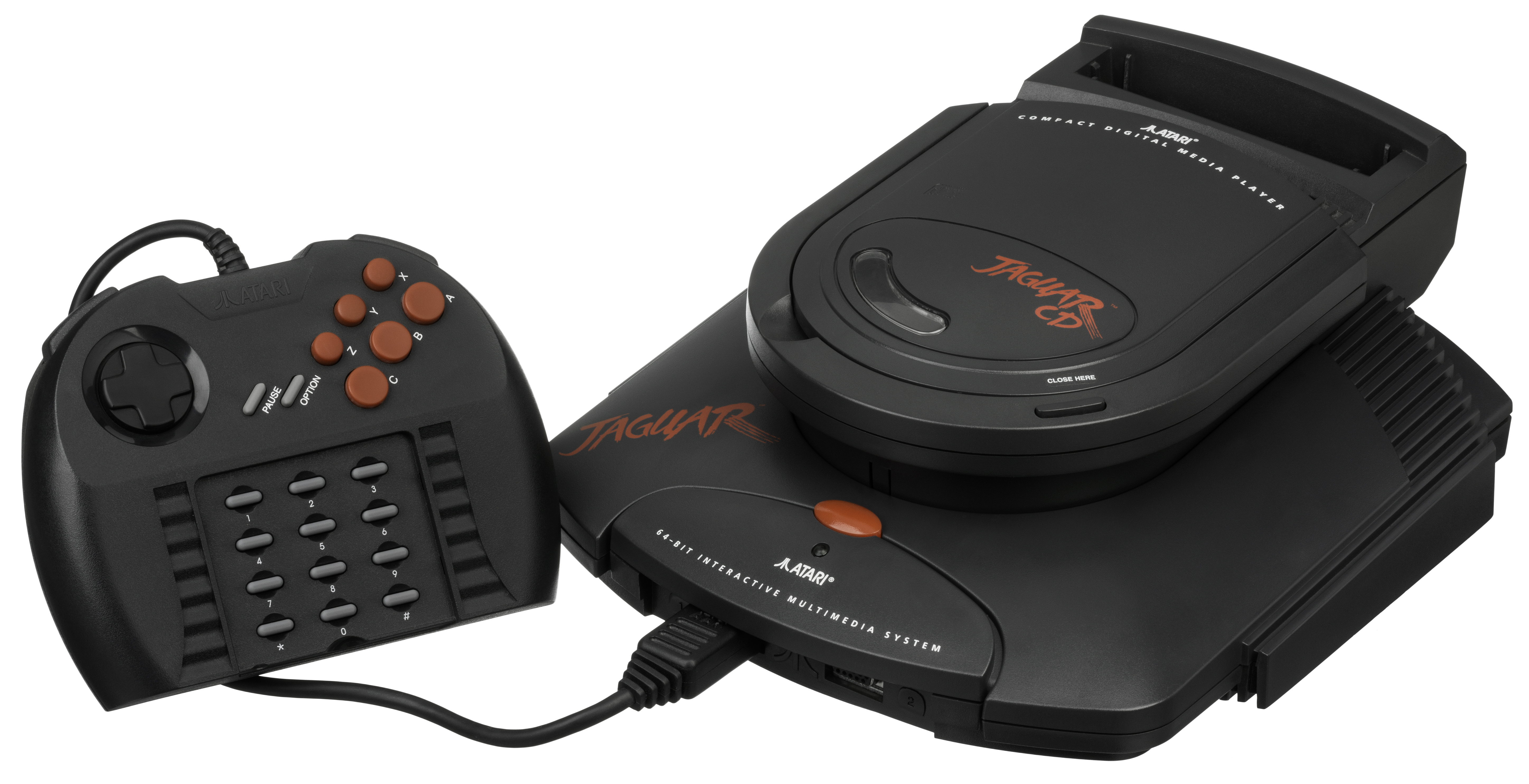
أتاري جاغوار سي دي، هو قطعة إضافية لنظام أتاري جاغوار، صدر في سبمتبر 1995.
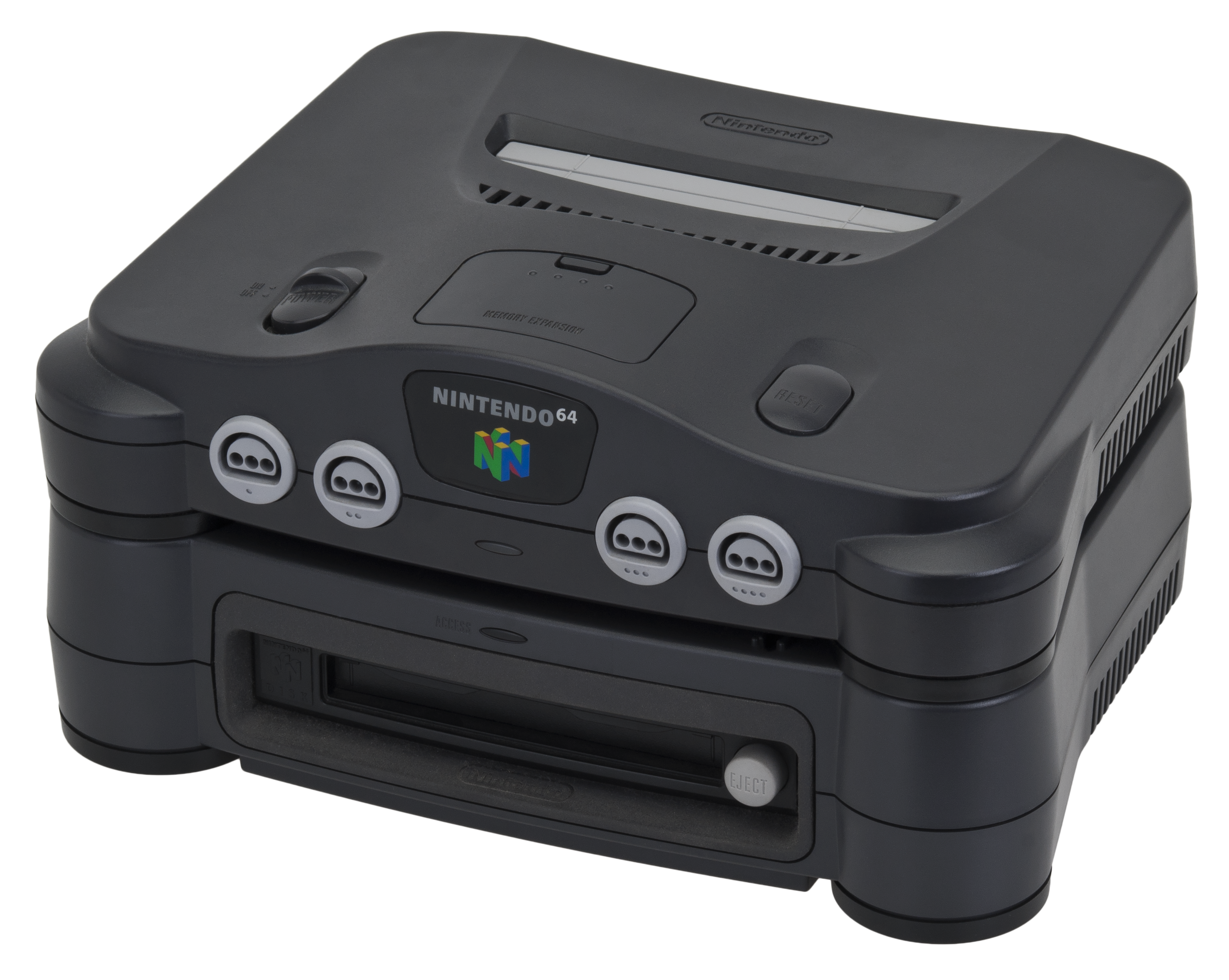
نينتندو 64 دي دي، هو قطعة إضافية لنظام نينتندو 64، صدر في 1999 فقط لليابان.

### ترتيب المبيعات في جميع أنحاء العالم
| الجهاز             | المبيعات                                                                                              |
| ------------------ | --- |
| بلاي ستيشن         | 102.49 مليون (74.34 مليون وحدة لـ بلاي ستيشن، 28.15 مليون وحدة لـ بي إس ون) (اعتباراً من 13 مارس 2005) |
| نينتندو 64         | 32.93 مليون (اعتباراً من 31 مارس 2005)                                                                 |
| سيغا ساترن         | 9.26 مليون                                                                                            |
| 3 دي أو            | 2 مليون                                                                                               |
| بي سي-إف إكس       | 400 ألف                                                                                               |
| أتاري جاغوار       | 250 ألف (اعتباراً من 15 مايو 2007)                                                                     |
| أميغا سي دي32      | 100 ألف                                                                                               |
| إف إم تاونز مارتي  | 45 ألف (اعتباراً من 13 ديسمبر 1993)                                                                    |
| آبل بانداي بيب إين | 42 ألف (اعتبارا من 4 مايو 2007)                                                                       |

## الأنظمة المحمولة

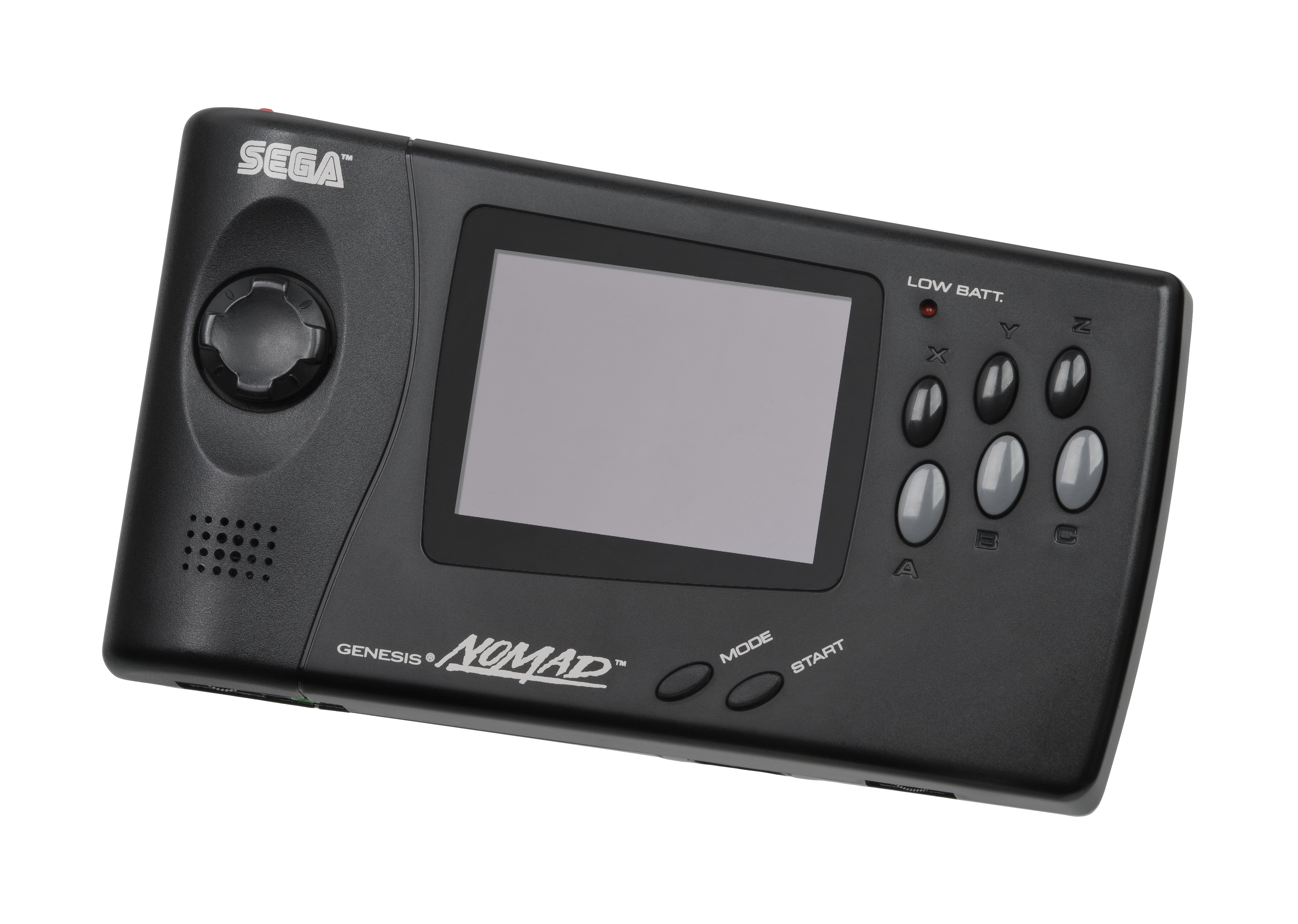
سيجا نوماد صدر في 1995 فقط للولايات المتحدة
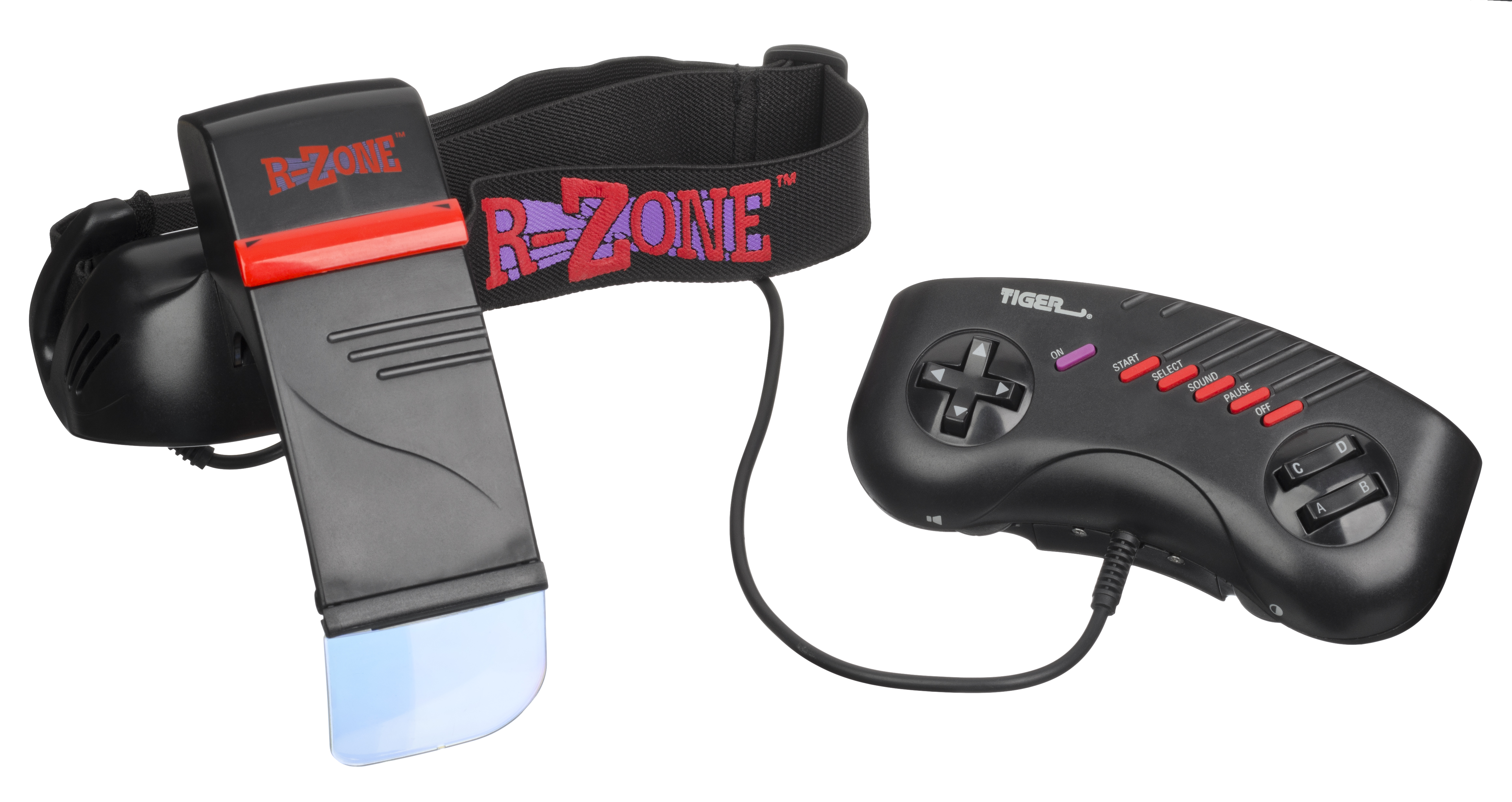
آر زون صدر في 1995 فقط للولايات المتحدة
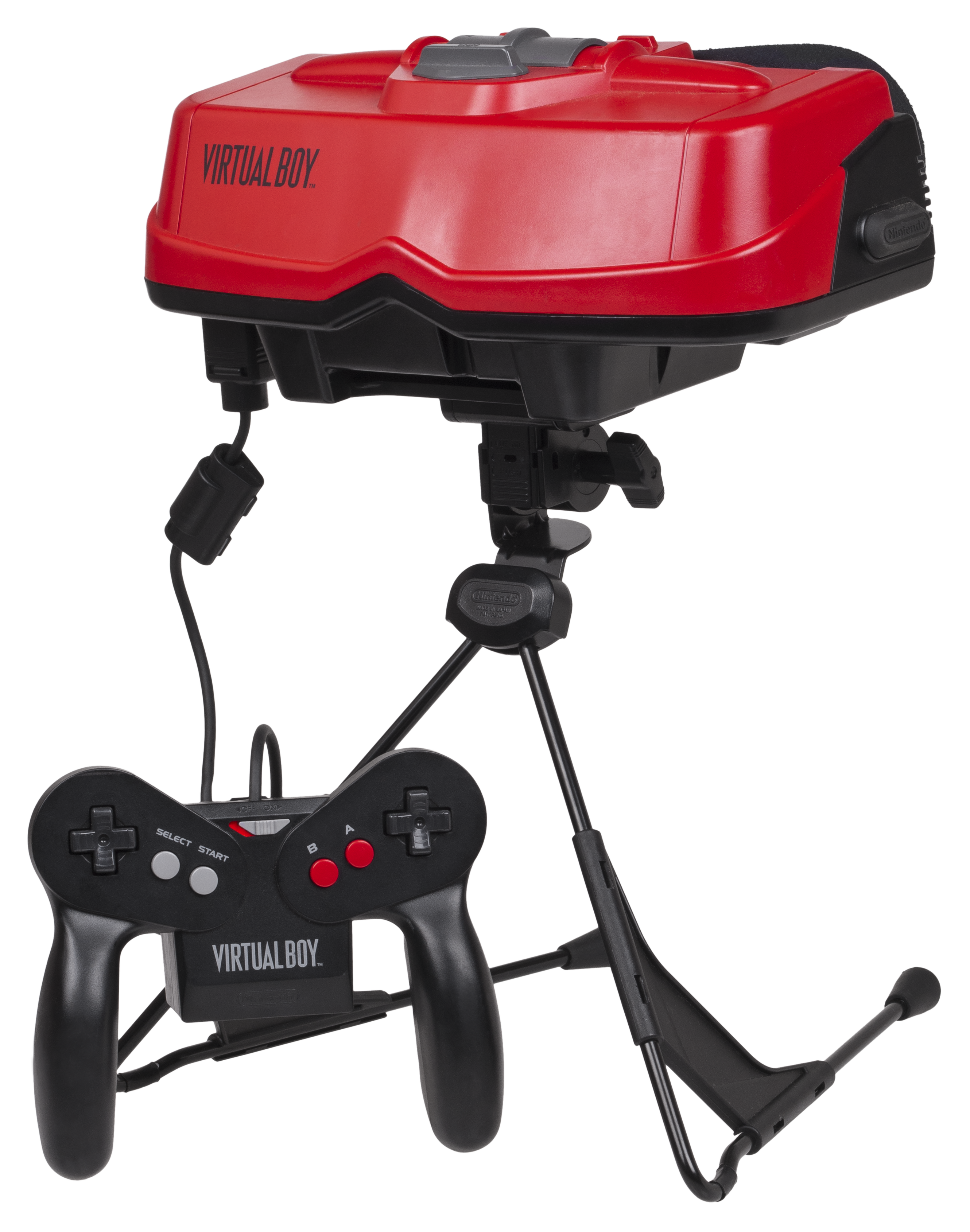
فيرتشوال بوي 1995–1996
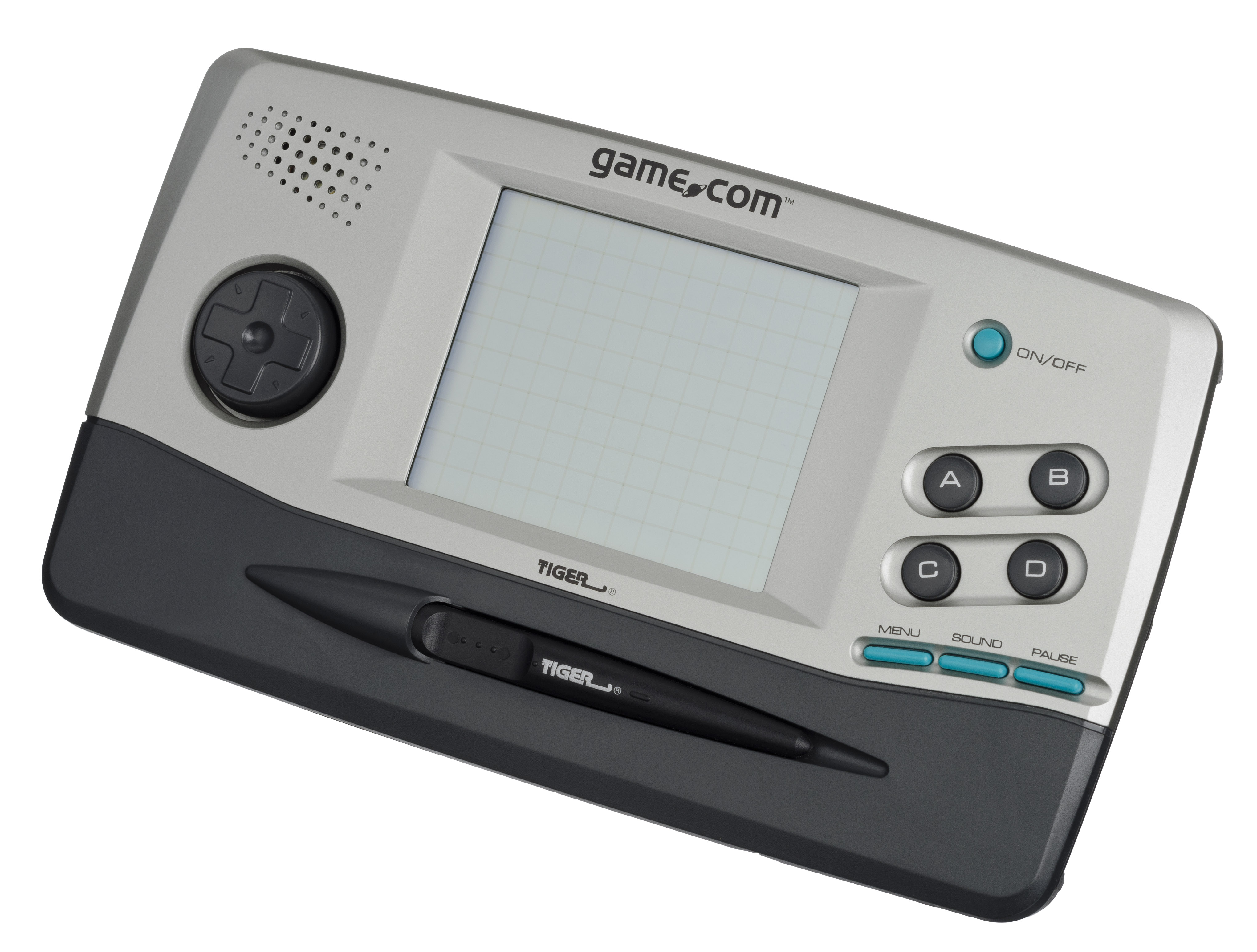
غيم.كوم صدر في 1997
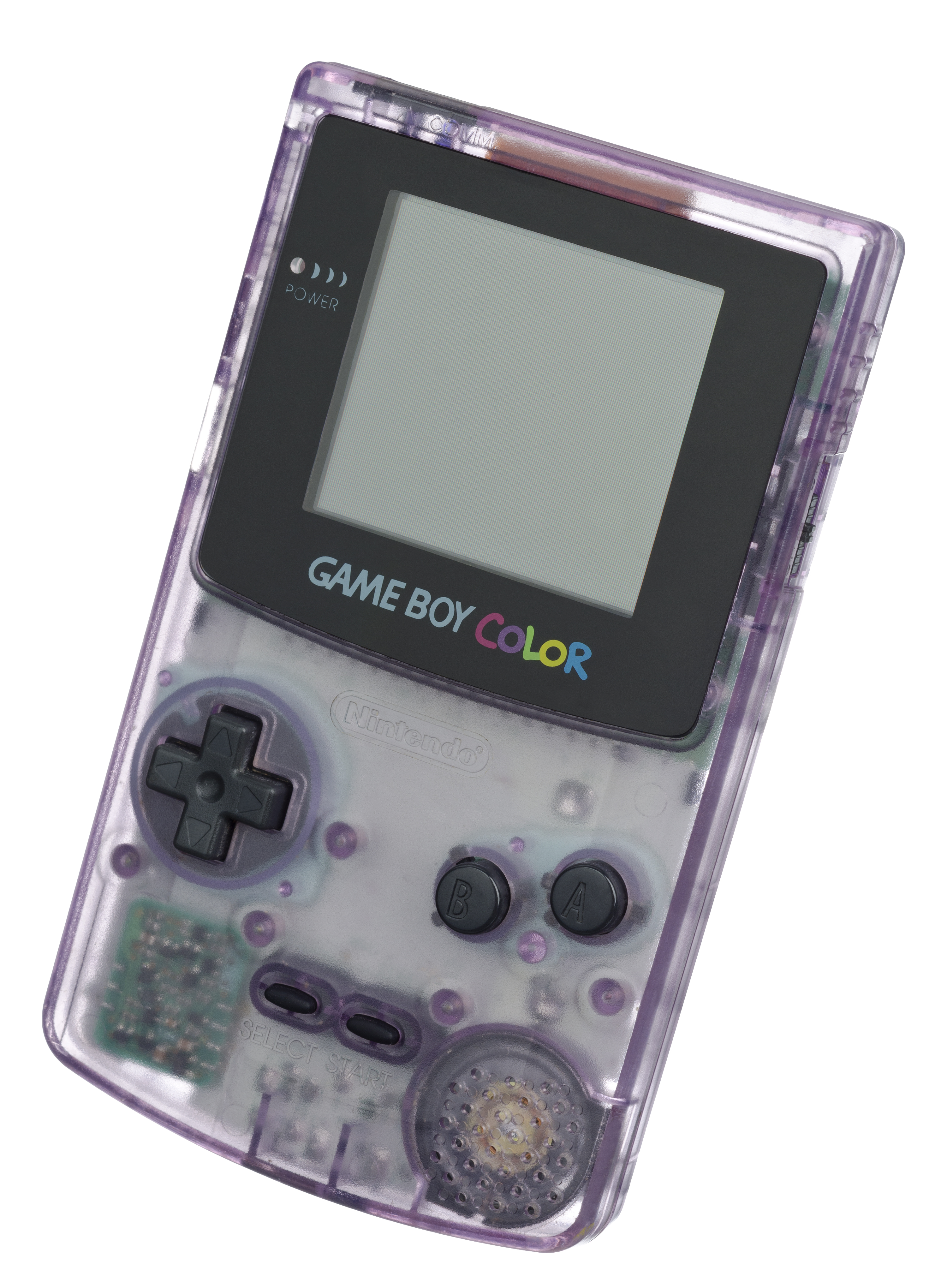
غيم بوي كولر صدر في نوفمبر 1998
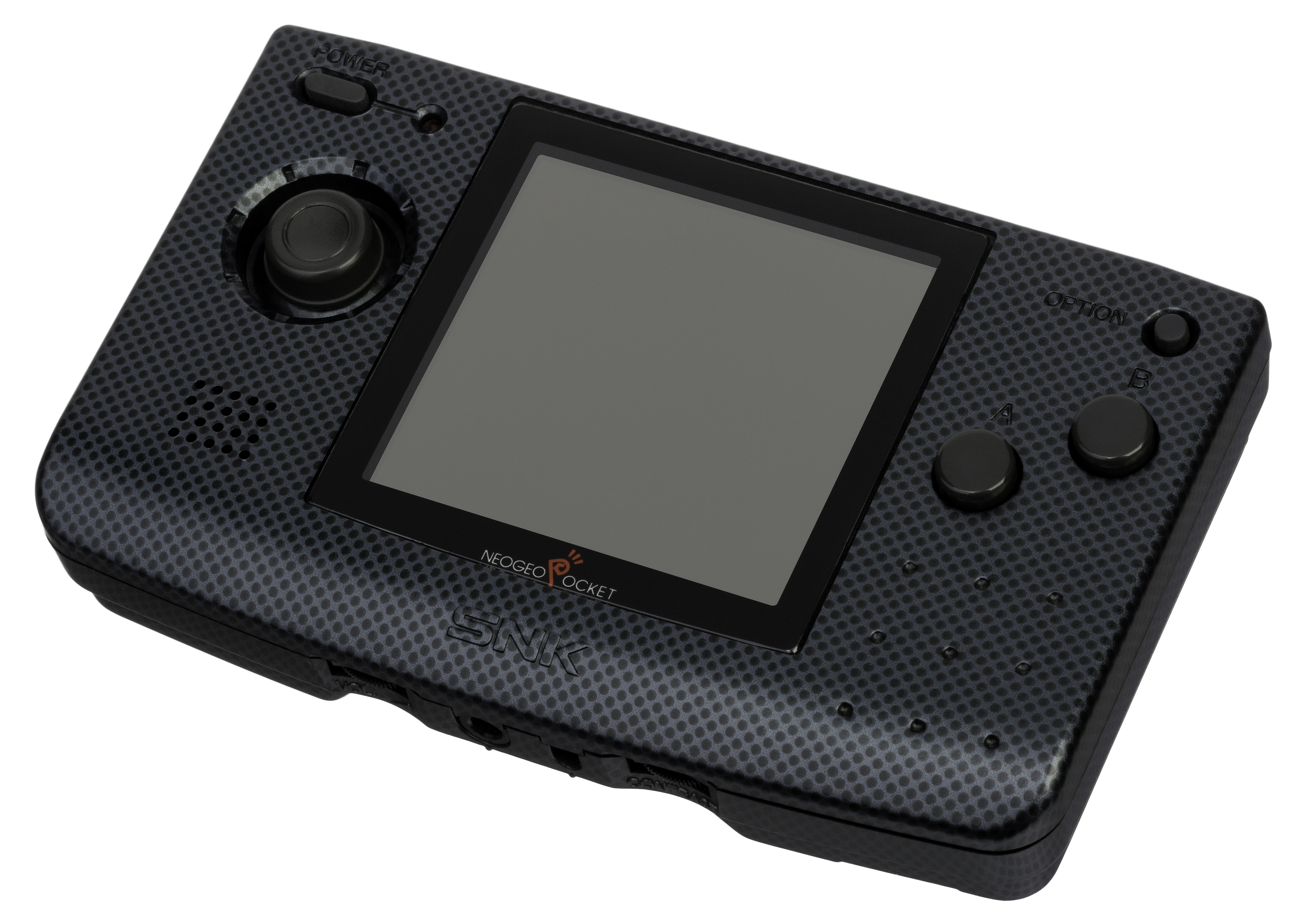
نيو جيو بوكيت صدر في 1998
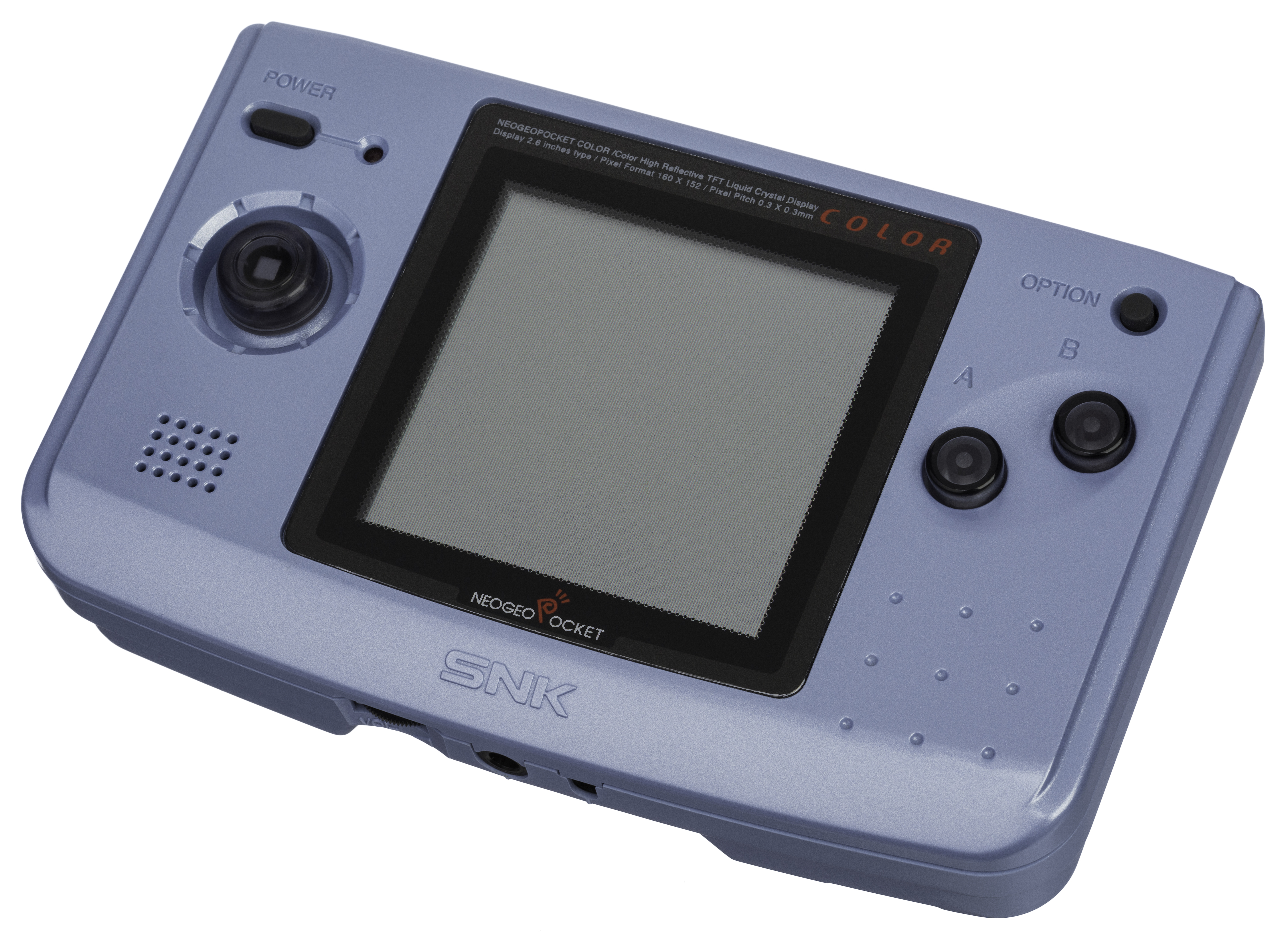
نيو جيو بوكيت كولر صدر في 1999
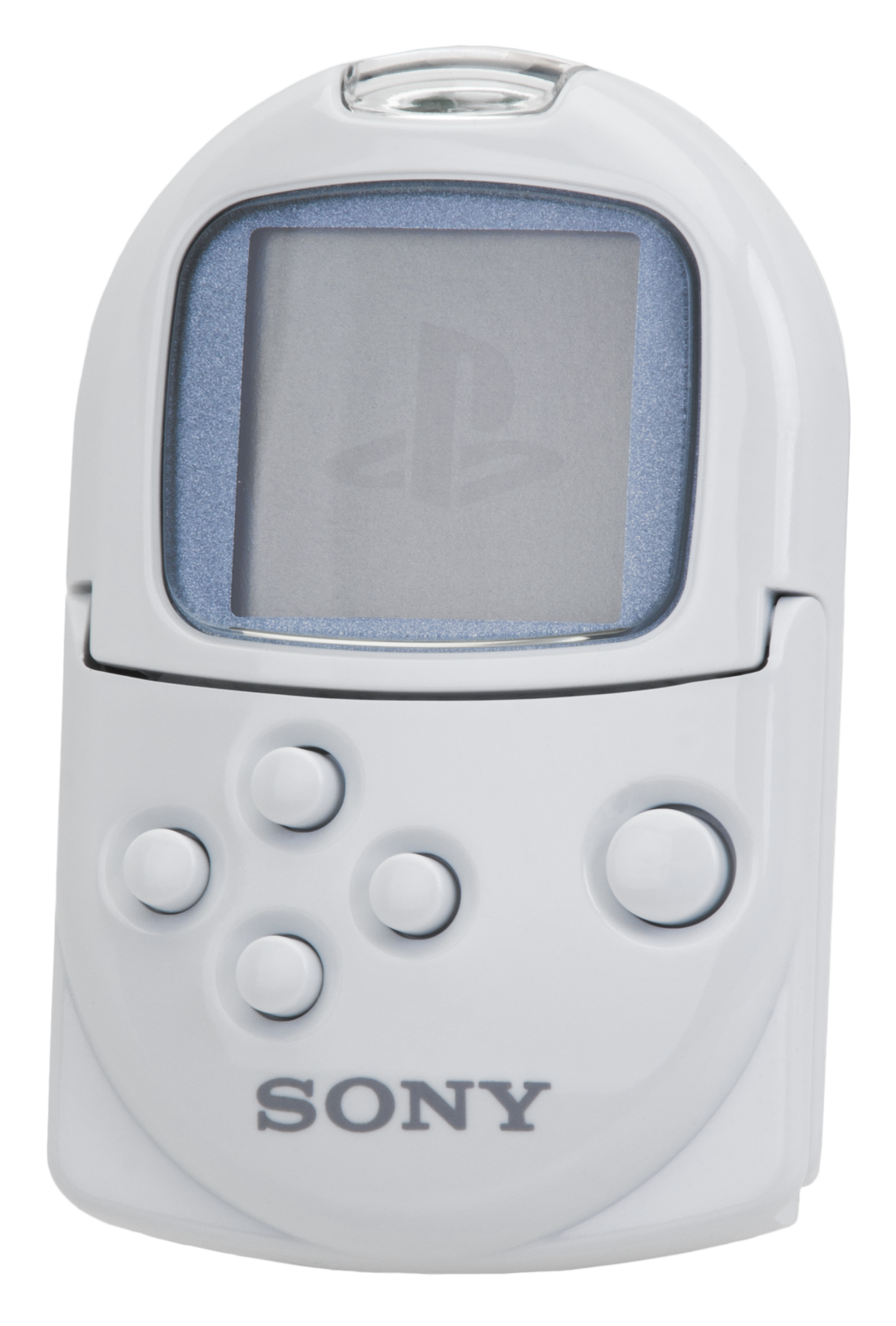
بوكيت ستيشن صدر في 1999 فقط في اليابان
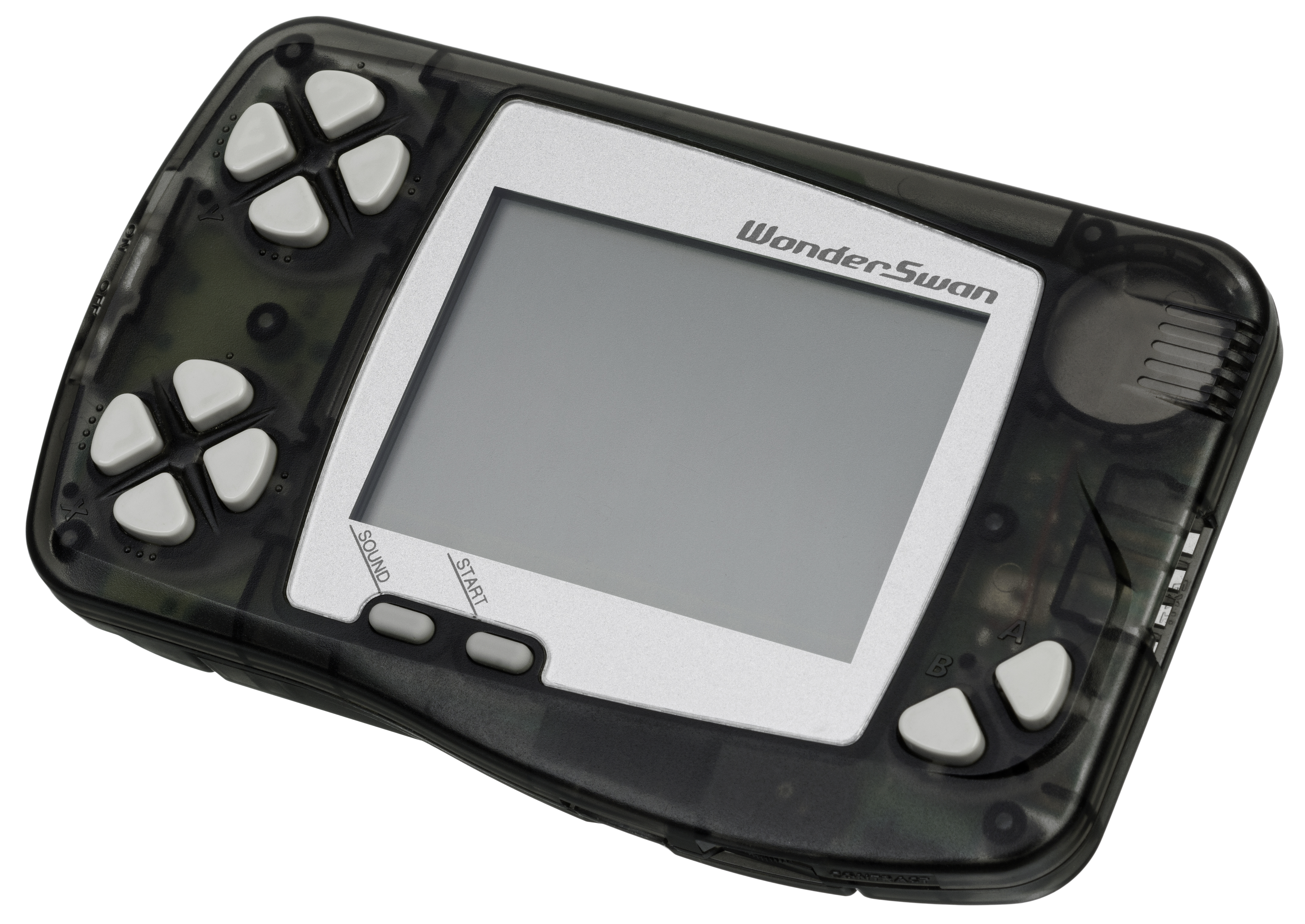
واندرسوان صدر في 1999 فقط في اليابان
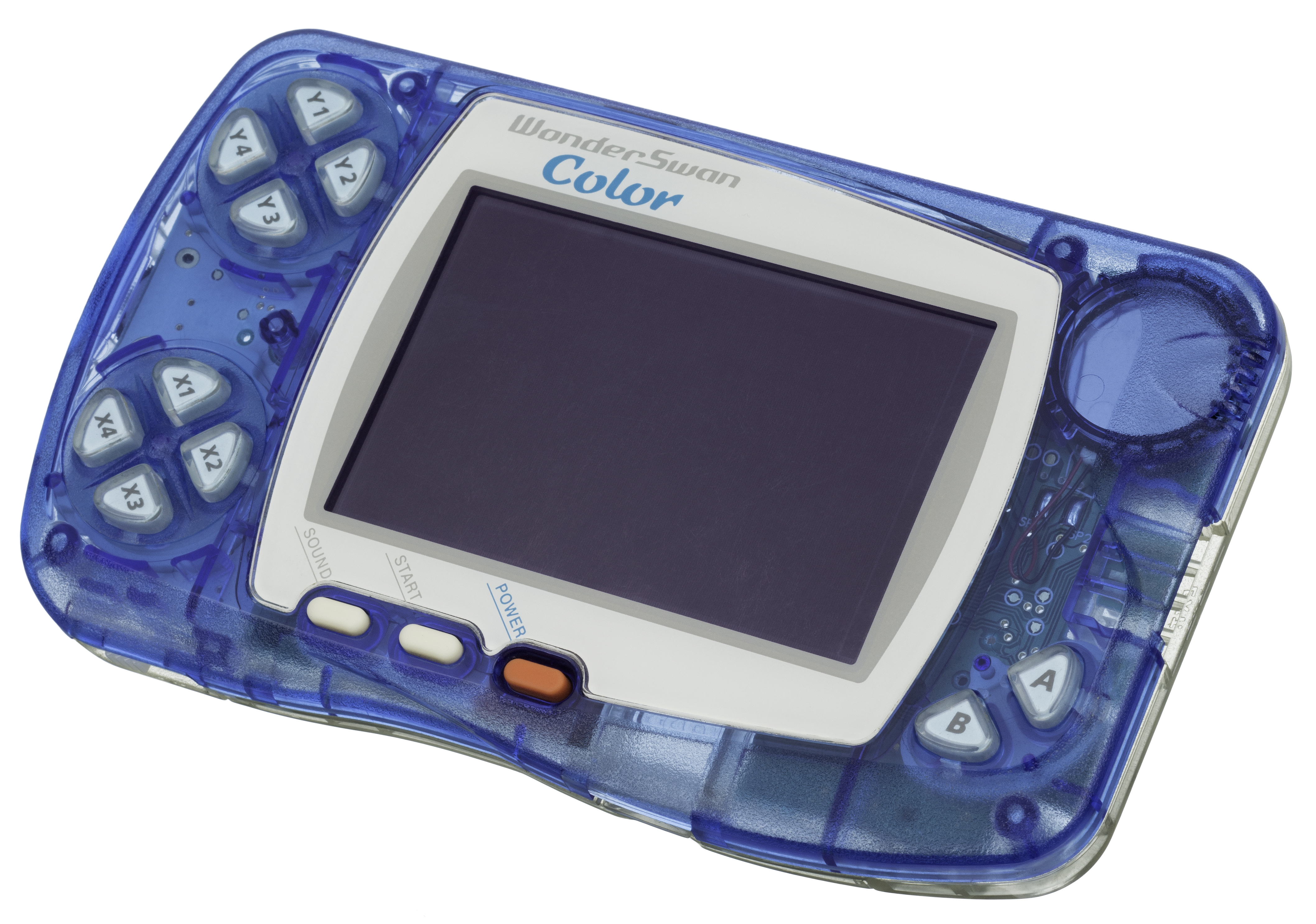
وندر سوان كلر صدر في 2000 فقط في اليابان

## الألعاب
| اللعبة                               | المطور                                   | الناشر                    | تاريخ الإصدار  | الأنظمة                                                                                    |
| ------------------------------------ | ---------------------------------------- | ------------------------- | -------------- | ------------------------------------------------------------------------------------------ |
| كاسلفينيا: سيمفوني أوف ذا نايت       | كونامي                                   | كونامي                    | 20 مارس 1997   | بلاي ستيشن، سيغا ساترن                                                                     |
| كراش بانديكوت                        | نوتي دوغ                                 | سوني إنتراكتيف إنترتينمنت | 9 سبمتبر 1996  | بلاي ستيشن                                                                                 |
| مسعى التنين 7                        | هيرت بيت                                 | إنكس                      | 26 أغسطس 2000  | بلاي ستيشن، نينتندو 3دي أس، آي أو إس، أندرويد                                              |
| فاينل فانتازي 7                      | سكوير                                    | سكوير                     | 13 يناير 1997  | بلاي ستيشن، مايكروسوفت ويندوز، آي أو إس، بلاي ستيشن 4، نينتندو سويتش، إكس بوكس ون، أندرويد |
| غولدن آي 007                         | راير                                     | نينتندو                   | 25 أغسطس 1997  | نينتندو 64                                                                                 |
| جراديوس جيدن                         | كونامي                                   | كونامي                    | 28 أغسطس 1997  | بلاي ستيشن                                                                                 |
| غران تورزمو                          | بوليفوني ديجيتال                         | سوني إنتراكتيف إنترتينمنت | 23 ديسمبر 1997 | بلاي ستيشن                                                                                 |
| ذا ليجند أوف زيلدا: أوكرينا أوف تايم | نينتندو إنترتينمنت أنالسيس أند دفيلوبمنت | نينتندو                   | 21 نوفمبر 1998 | نينتندو 64                                                                                 |
| ميتال غير سوليد                      | كونامي                                   | كونامي                    | 3 سبمتبر 1998  | بلاي ستيشن، مايكروسوفت ويندوز                                                              |
| ذا نيد فور سبيد                      | إي أيه فانكوفر                           | إلكترونيك آرتس            | 13 أغسطس 1994  | 3 دي أو، إم إس-دوس، مايكروسوفت ويندوز، بلاي ستيشن، سيغا ساترن                              |
| بايبر ماريو                          | إنتيليجنت سيستمز                         | نينتندو                   | 11 أغسطس 2000  | نينتندو 64                                                                                 |
| بوكيمون ريد وبلو                     | غيم فريك                                 | نينتندو                   | 27 فبراير 1996 | غيم بوي                                                                                    |
| بوكيمون جولد وسلفر                   | غيم فريك                                 | نينتندو                   | 12 نوفمبر 1999 | غيم بوي كولر                                                                               |
| ريزدنت إيفل                          | كابكوم                                   | كابكوم                    | 22 مارس 1996   | بلاي ستيشن، سيغا ساترن، مايكروسوفت ويندوز، نينتندو دي أس                                   |
| ستار فوكس 64                         | نينتندو إنترتينمنت أنالسيس أند دفيلوبمنت | نينتندو                   | 27 أبريل 1997  | نينتندو 64                                                                                 |
| سوبر ماريو 64                        | نينتندو إنترتينمنت أنالسيس أند دفيلوبمنت | نينتندو                   | 23 يونيو 1996  | نينتندو 64                                                                                 |
| سوبر سماش برذرز                      | هال لابوراتوري                           | نينتندو                   | 12 يناير 1999  | نينتندو 64                                                                                 |
| تيكن 3                               | نامكو                                    | نامكو                     | 20 مارس 1997   | آركيد، بلاي ستيشن                                                                          |
| تومب ريدر                            | كور ديزاين                               | سكوير إنكس يورب           | 25 أكتوبر 1996 | سيغا ساترن، إم إس دوس، بلاي ستيشن، ماك أو إس، إن-غيج، آي أو إس، آندرويد                    |
| فيرتشوا فايتر                        | سيجا إيه إم 2                            | سيجا                      | أكتوبر 1993    | آركيد، سيغا ساترن، سيجا 32إكس، مايكروسوفت ويندوز                                           |
| فيرتشوا فايتر 2                      | سيجا إيه إم 2                            | سيجا                      | نوفمبر 1994    | سيغا ساترن، آركيد، ميجا درايف، بلاي ستيشن 2، فرتشول كونسول، مايكروسوفت ويندوز، آي أو إس    |